# ثبات الصورة

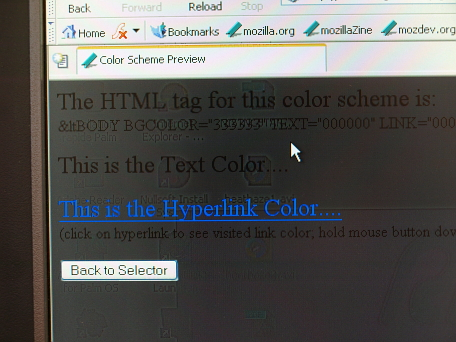
صورة تفصيلية لشاشة من نوع «TFT» تعرض التشوهات المستديمة الناتجة عن بقاء بعض العناصر لمدة طويلة على الشاشة

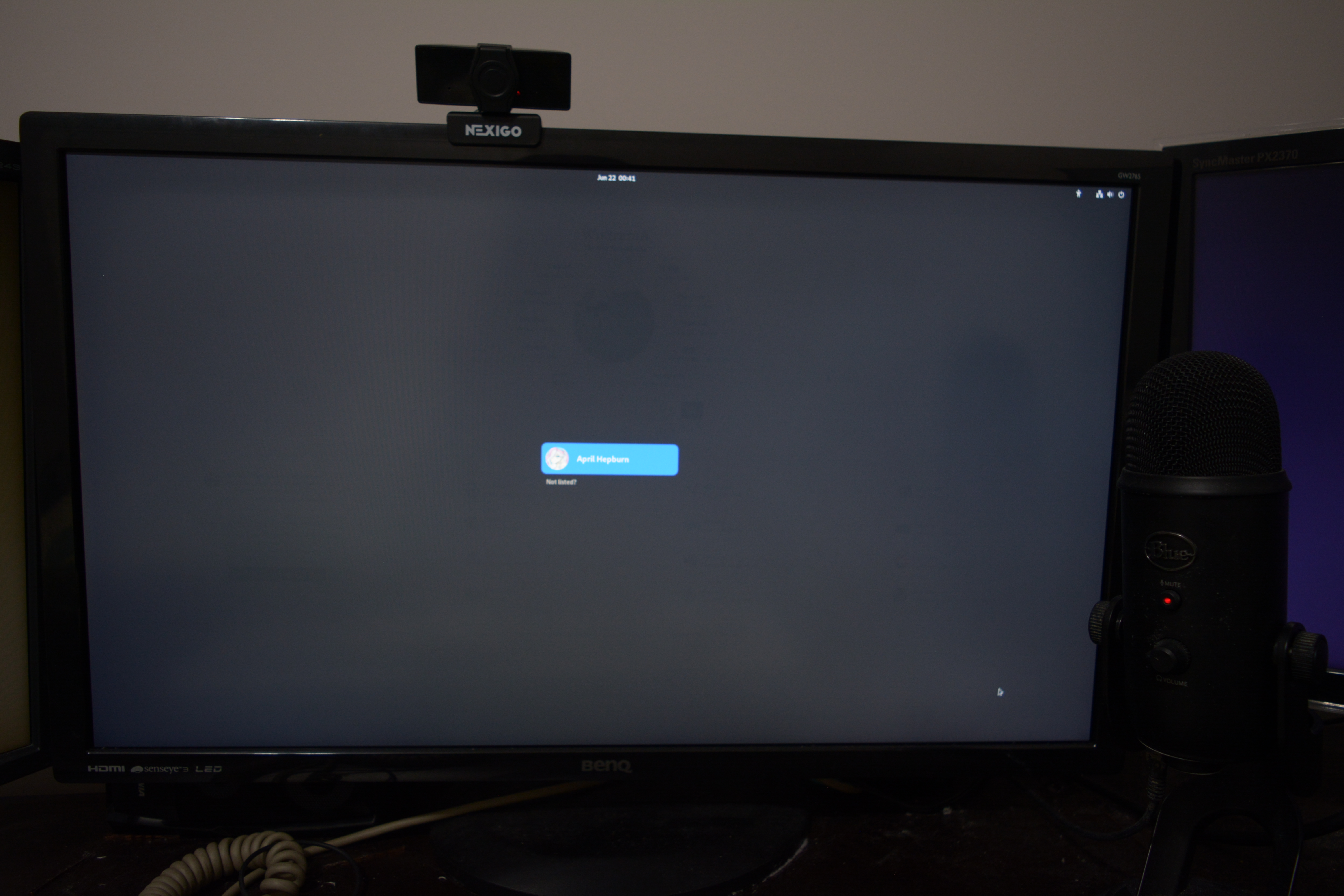
صورة تظهر أحد حالات ثبات الصور الطيفية على شاشة «BenQ» من نوع «IPS LCD» طراز رقم GW2765HT

ثبات الصورة (بالإنجليزية: Image Persistence)‏ أو الاحتفاظ بالصورة أو احتجاز الصورة (بالإنجليزية: Image Retention)‏ هي ظاهرة تعادل ظاهرة «الاحتراق الفوسفوري» على شاشات البلازما والـ LCD. ولكنها تختلف في أن آثارها تكون مؤقتة وغير مرئية غالبًا إلا عند التدقيق الشديد. في الحالات المتفاقمة لشاشات البلازما، يمكن أن يتحول ثبات الصورة إلى احتراق دائم للصورة.
يمكن أن تحدث مشكلة «ثبات الصورة» بمجرد بقاء عناصر ثابتة على الشاشة (مثل: صفحة ويب أو مستند) دون تغير لمدة تصل إلى 10 دقائق. الحالات البسيطة من ثبات الصورة عادةً لا تظهر بجلاء إلا عند النظر إلى المناطق الداكنة من الشاشة، وغالبًا لا تُلاحظها العين أثناء الاستخدام العادي للحاسوب.

## الأسباب
تتواجد مادة الكريستال السائل في حالة استرخاء طبيعية، وعند تطبيق جهد كهربائي عليها، فإنها تعيد ترتيب نفسها لمنع مرور موجات ضوئية معينة. إذا استمر تطبيق نفس الجهد على المادة لفترة طويلة (مثل إبقاء شريط المهام أو المؤشر في مكان واحد، أو عرض صورة ثابتة لمدة زمنية طويلة)، فقد تميل إلى البقاء في وضعية واحدة دون تغير. ويمكن أن يؤدي هذا الميل البسيط إلى ضياع اللون بنفس الدرجة، مما يتسبب في ظهور الصورة بشكل مشابه لما تظهر عليه في شاشات الفوسفور المتعرضة للاحتراق.
يختلف السبب الأساسي لثبات الصورة في شاشات الـ LCD عن السبب الأساسي للاحتراق الفوسفوري، لكن النتيجة هي نفسها، وهي الاستخدام غير الموحد لبعض البكسلات. يمكن إصلاح الآثار الطفيفة الناجمة عن ظاهرة ثبات الصورة في شاشات LCD، ولكن عند حدوثها بشكل حاد، تكون جزيئات الكريستال السائل قد تعرضت للاستقطاب، ولا يمكنها الدوران مجددا داخل المجال الكهربائي، لذلك لا يمكن إصلاحها مرة أخرى.
يعد سبب هذا الانحراف في جزيئات الكريستال السائل غير واضح تمامًا، وقد يكون ناتجًا عن عدة عوامل متشابكة ومختلفة. من بين هذه العوامل، إعدادات التشغيل غير المثالية، أو تراكم الشوائب الأيونية داخل شاشة الـ LCD، أو دخول الشوائب أثناء عملية التصنيع. فضلا عن ذلك، يمكن أن تسهم «المكثفات الطفيلية [الإنجليزية]» وتراكم الشحنات الكهربائية بالقرب من الأقطاب في هذه الظاهرة. كما يمكن أن يكون هنالك سبب آخر لحدوث تلك المشكلة، كنشوء تيار مستمر بطريقة لا مفر منها في بعض وحدات البكسل، ناتجًا عن اختلاف في خصائص ثابت العزل الكهربائي لبلورات الكريستال السائل، مما يؤدي إلى تفاوت في توزيع الجهد الكهربائي داخل الشاشة.

## طرق تجنب المشكلة وعلاجها
يمكن التخلص من آثار «ثبات الصورة» عن طريق إراحة البلورات السائلة والسماح لها بالعودة إلى حالتها الطبيعية، وذلك من خلال إغلاق الشاشة لفترة كافية (عدة ساعات على الأقل). وبالنسبة للحالات الخفيفة، يكون مجرد الاستمرار في استخدام الحاسوب بشكل طبيعي (مما يسمح للألوان الأخرى بـ "تغطية" المناطق المتأثرة) أو إيقاف تشغيل الشاشة طوال الليل كافيًا تمامًا. لتجنب ظهور هذه الآثار، يمكن تنويع الأنشطة على الحاسوب لتجنب بقاء الألوان في مكان واحد لفترة طويلة، وإخفاء العناصر الدائمة على الشاشة (مثل شريط المهام في أنظمة التشغيل). كما يمكن استخدام «شاشة التوقف» عندما يُترك الحاسوب دون مراقبة أو استخدام، أو تغطية كامل الشاشة باللون الأبيض لفترة طويلة كإجراء وقائي.

## وصلات خارجية
- مقالة عن ظاهرة ثبات صورة في شاشات الكريستال السائل «LCD»
- احتراق الصورة في شاشات الـ «LCD» من نوع

«TFT»